# 查布图诺尔
查布图诺尔，又名黄花里，是位于中国内蒙古自治区呼伦贝尔市新巴尔虎右旗阿拉坦额莫勒镇額爾敦烏拉社區以东的一个湖泊。其位置约在东经116°49′，北纬48°55′。湖面海拔600米，面积达1平方公里。该湖的沉积物主要为石盐和芒硝。查布图诺尔在蒙古语中的意思是山坡上的湖。